# Estanislau de Reus
Estanislau de Reus és el nom de religió que va prendre Antoni Boxó Torres (Reus, 17 de gener de 1855 - València 1918) frare caputxí.
Els seus pares, menestrals reusencs, van emigrar al Perú cap al 1868. Antoni va prendre els hàbits amb 14 anys, el 1869, a la ciutat de Lima. El 1879 va ser ordenat sacerdot i, traslladat a l'estat espanyol, va ser nomenat vicari del convent de Pamplona. El 1881 era guardià del convent de Santa Magdalena. El 1891, tornat a Sud-amèrica, va ser custodi provincial de l'orde a Colòmbia, i va actuar principalment a les Missions de La Guajira i Sierra Nevada, i el 1907 va ser nomenat definidor de l'orde. Tornat a la península, va ser superior del convent de Xixona i provincial a València, ciutat on va morir.